# Лежнев, Прохор Иванович
Прохор Иванович Лежнев (?—1802) — вице-адмирал, участник Выборгского сражения.
Образование получил в Морском кадетском корпусе, из которого выпущен гардемарином в 1760 году Всю службу провел под начальством лучших адмиралов — Спиридова, Грейга, Чичагова и других. Плавал в Балтийском море, во время Семилетней войны участвовал в морской блокаде Кольберга. По окончании военных действий был командирован в Архангельск для приёмки новопостроенных кораблей, на которых сделал переход в Кронштадт. В 1763 году он был произведён в мичманы, а в 1769 году — в лейтенанты.
В 1770 году на корабле «Не тронь меня» в эскадре контр-адмирала Эльфинстона Первой Архипелагской экспедиции перешёл из Ревеля в Средиземное море и здесь участвовал в сражениях с турками при Наполи ди-Романья и Чесме. Затем в течение 1771—1773 годов на том же корабле был в военном крейсерстве в Архипелаге и там же командовал полякой «Патмос».
В 1773 году Лежнев был произведён в капитан-лейтенанты, в 1780 году — в капитаны 2-го ранга. В кампанию 1781 года командуя кораблем «Вячеслав» находился в плавании в Финском заливе.
Энергия и распорядительность Лежнева обратили на него внимание начальства, и он был дважды командирован, сперва на Днепр для заготовления леса Херсонскому адмиралтейству, а в конце 1782 года в интендантскую экспедицию, после чего 1 января 1783 года был произведён в капитаны 1-го ранга и назначен командиром корабля «Не тронь меня». Вплоть до 1788 года практически беспрерывно крейсировал в Балтийском море, находясь в составе эскадр контр-адмирала И. А. Повалишина и вице-адмирала В. П. фон Дезина.
22 сентября 1787 года Лежнев был произведён в капитаны бригадирского ранга и 17 апреля 1788 года — в капитаны генерал-майорского ранга.
В войне со шведами 1789 года Лежнев командовал отрядом судов в Каттегате в эскадре вице-адмирала Козлянинова, которым был послан в Норвегию для привода зимовавшего там корабля № 9. Лежнев не только прекрасно исполнил поручение, но на обратном пути привёл к эскадре большой шведский фрегат «Венус», взятый в плен катером его отряда «Меркурий» под начальством Кроуна.
В 1790 году, командуя отрядом, состоявшим из кораблей «Принц Карл», «Януарий», «Победослав» и «Болеслав», бомбардирского корабля «Страшный» и гребного фрегата «Святой Павел», Лежнев был назначен охранять проход между островами Рондо и Пейсари и защищать авангард от внезапного нападения шведских гребных судов, находившихся в Бьорке-Зунде. С этим отрядом 21 июня, около 9 часов утра Лежнев отбил нападение шести канонерских лодок, а в 11 часов утра, получив подкрепление кораблями «Иезекииль» и «Владимир» отбился от атаки 50-ти шведских канонерских лодок. 22 июня также успешно им была отбита атака 80 канонерских лодок. За этот подвиг Лежнев был произведён 6 июля 1790 года в контр-адмиралы и награждён орденом св. Владимира 2-й степени.
26 ноября 1791 года Лежнев, за проведение 18 полугодовых морских кампаний был награждён орденом св. Георгия 4-й степени (№ 846 по списку Григоровича — Степанова).
В 1792 году переведён на Чёрное море, 23 сентября 1797 года произведён в вице-адмиралы и в 1798 году назначен флагманом Черноморского гребного флота и в том же году был удостоен ордена Святой Анны 2-й степени.
Уволен от службы в отставку 5 декабря 1800 года.
Скончался Лежнев в 1802 году.